# Русская национальная народная армия
Ру́сская национа́льная наро́дная а́рмия (РННА) (нем. Sonderverband «Graukopf» — «Особое соединение „Седая голова“») — вооружённое военизированное формирование, сформированное на оккупированной территории СССР и принимавшее участие во Второй мировой войне на стороне нацистской Германии.

## Наименование
Наименование «Русская национальная народная армия» использовалось создателями РННА из числа белоэмигрантов, а также употреблялось в пропагандистских целях. В немецких служебных документах соединение имело наименование Sonderverband «Graukopf» («Соединение специального назначения „Седая голова“»), также использовались названия Russische Bataillon z.b.V. («Ру́сский батальо́н специа́льного назначе́ния») и Бригада Осинторф (по названию места формирования).

## История
Идею о создании РННА выдвинул проживавший в Берлине белоэмигрант, радиоинженер С. Н. Иванов — представитель «Всероссийской фашистской партии» А. Вонсяцкого, который имел обширные связи в вермахте и НСДАП.
Идея получила поддержку со стороны группы генералов и офицеров вермахта — её поддержали генерал М. фон Шенкендорф, генерал Штиф, полковник фон Штауффенберг, барон Фрейтаг-Лорингхофен, А. фон Ренне и некоторые другие офицеры. Поскольку это решение позволяло частично восполнить потери немецких войск, понесённые в войне против СССР, идея получила поддержку со стороны немецкого военного командования.
Зимой 1941—1942 гг. он создал инициативную группу по формированию антисоветских частей из советских военнопленных, в состав которой вошли белоэмигранты: С. Н. Иванов, полковник К. Г. Кромиади, полковник И. К. Сахаров, И. Юнг, В. А. Ресслер, граф Г. Ламсдорф, граф С. Пален, А. Воронцов-Дашков, В. Соболевский и священник о. Гермоген (Кивачук).
В марте 1942 года С. Н. Иванов встретился с командующим группы армий «Центр» фельдмаршалом Клюге и получил от него разрешение на формирование русских национальных частей из советских военнопленных и разрешение на набор личного состава из лагерей военнопленных, расположенных в тылу группы армий «Центр»: в Борисове, Смоленске, Рославле и Вязьме. Предложением заинтересовались и представители абвера, которые рассчитывали использовать личный состав формируемого подразделения не только для борьбы с партизанами в тылу немецких войск, но и для использования рот, взводов и мелких групп РННА за линией фронта, в тылу советских войск.
Местом формирования был определён посёлок Осинторф, в 35 км к северу от Орши, где был развёрнут штаб подразделения. Ответственным за проведение акции и «особым руководителем» РННА был назначен С. Н. Иванов (псевдоним «Граукопф»), его помощником — И. К. Сахаров («Левин»), а комендантом центрального штаба, заведующим кадрами, строевой и хозяйственной частью — К. Г. Кромиади («Санин»).
Подразделение находилось в оперативном подчинении штаба абверкоманды 2-Б в Смоленске, который возглавлял подполковник абвера Вернер фон Геттинг Зеебург. При штабе РННА находилась группа обер-лейтенанта Бурхардта (один обер-лейтенант и 20 немецких солдат).
Первоначально, организаторы пытались отбирать среди военнопленных убеждённых противников советской власти, но в дальнейшем начали принимать всех желающих. В марте 1942 года численность РННА составила 150 человек, в мае — 400 человек. Для повышения привлекательности РННА для личного состава, С. Н. Иванов выступил с предложением назначить на должность командующего РННА «известного и пользующегося авторитетом среди военнослужащих командира РККА»; в мае 1942 года это предложение было сделано советскому генералу М. Ф. Лукину, находившемуся в лагере военнопленных, но тот отказался.
В мае 1942 года С. Н. Иванов заболел тифом и был отправлен на лечение в Берлин. В дальнейшем капитан вермахта граф С. Пален был назначен военным комендантом города Шклов, а в посёлке Осинторф были созданы три учебных лагеря: «Москва», «Урал» и «Киев».
Информацию о создании «русской части» публиковали в русскоязычных печатных изданиях, выходивших с разрешения нацистов на оккупированных территориях для ведения пропаганды среди белоэмигрантов и населения оккупированных территорий СССР.
Личный состав РННА был обмундирован в советскую военную форму с погонами и бело-сине-красными кокардами, в качестве флага формирования использовался дореволюционный российский бело-сине-красный флаг. Обучение личного состава велось в соответствии с уставами РККА на русском языке.
Помимо боевой подготовки, велась пропагандистская обработка личного состава. Руководители РННА говорили своим подчинённым, что задачей «армии» является «борьба против большевизма и еврейства за создание „нового русского государства“ и восстановление дореволюционного строя». По данным советских партизан, до 40 процентов личного состава соединения искренне разделяли эти идеи.
На вооружение РННА немецкое военное командование выделило трофейное оружие советского производства со складов в тыловом районе группы армий «Центр». Большая часть личного состава РННА была вооружена винтовками обр. 1891/30 гг., кроме того, на вооружении РННА имелось некоторое количество винтовок СВТ, небольшое количество пистолетов-пулемётов, 180 ручных и 45 станковых пулемётов, 24 миномёта, восемь 45-мм противотанковых орудий, восемь 76-мм артиллерийских орудий и две бронемашины (один БА-10 и один БА-20).
24 февраля 1942 года на сторону партизан, в партизанский отряд Шмуглевского, из РННА перешла группа в составе 31 человека.
20 мая 1942 года на станции Красное разведкой отряда «Грозный» были обнаружены два железнодорожных эшелона с одетыми в советскую военную форму солдатами РННА, которые двигались со стороны Орша на Смоленск. С момента обнаружения, РННА стала объектом пристального внимания советских партизан. В первый период контакты ограничивались агитацией, но партизанам и подпольщикам удавалось получить от служивших в РННА разведывательную информацию, а также сапоги и иное необходимое им снаряжение и военное имущество.
Участие РННА в боевых действиях против советских войск подтверждается крайне разноречивыми сведениями.
Подразделение было задействовано в операции против действовавших в немецком тылу в районе Вязьмы и Дорогобужа отдельных частей 4-го воздушно-десантного корпуса и 1-го гвардейского кавалерийского корпуса. Переодетые в советскую форму группы РННА должны были проникнуть в расположение корпуса, захватить в плен генерал-лейтенанта П. А. Белова со штабом и попытаться деморализовать и склонить к переходу на сторону немецких войск советских военнослужащих. В результате из 300 коллаборационистов около 100 перешли на советскую сторону, до 70 было уничтожено и лишь 120 вернулись назад вместе с незначительным числом присоединившихся к ним красноармейцев.
В июне 1942 года на должность куратора РННА вместо Геттинг-Зеебурга был назначен подполковник Хотцель, который изменил подходы к определению боевых задач. Основным направлением деятельности стала антипартизанская борьба. В течение лета 1942 года РННА четыре раза выделяла подразделения для борьбы с партизанами. За отличие в борьбе с партизанами 30 человек были отмечены наградами нацистской Германии, но такие «походы» крайне отрицательно влияли на личный состав.
Во второй половине июля 1942 года рота первого батальона гарнизона «Москва» РННА под командованием Григорьева была переброшена в Витебскую область для борьбы против советских партизан, действовавших в районе деревень Новая Земля и Гичи. Через связных Григорьеву было предложено перейти на сторону партизан, однако Григорьев сообщил о записке партизан командованию и организовал засаду на условленном месте встречи: после того, как партизаны подали условный сигнал, по ним открыли миномётно-пулемётный огонь. Тем не менее, опасаясь возможного разложения роты, её вернули в расположение гарнизона.
В Белоруссии задача по разложению РННА была поставлена перед Минской подпольной организацией. Подпольщикам удалось создать ячейку в РННА из бывших военнопленных, которые начала вести свою агитацию.
Только в период с 6 по 15 августа 1942 года на сторону советских партизан перешли с оружием около 200 солдат и офицеров РННА. Сначала 6 августа 1942 года в партизанскую бригаду К. С. Заслонова ушёл из РННА взвод в 37 человек с оружием во главе с командиром. 10 августа 1942 года в деревне Марково с партизанами из отряда Ф. Ф. Озмителя встретились два перебежчика (офицер и солдат РННА), которые пришли обсудить условия перехода на сторону партизан. Во второй половине дня 11 августа 1942 года под предлогом организации засады на партизан 69 человек из гарнизона РННА в деревне Новая Земля во главе с командиром 3-й роты 1-го батальона РННА, бывшим старшим лейтенантом РККА М. А. Максютиным, с оружием и погружённым на подводы военным имуществом (12 пулемётов, три миномёта, радиостанция с немецким кодом, боеприпасы, продовольствие и др.) прибыли в деревню Марково и перешли на сторону партизан. По другим данным, численность группы, перешедшей к партизанам под командованием Максютина, составляла 80 или 83 человек. Следом за ними бежали к партизанам разведрота во главе с И. Ф. Князевым и хозрота во главе с Ф. М. Лебедем. Узнав об этих событиях, к партизанам массово стали сбегать военнослужащие из другого батальона РННА в Шклове. Только третий батальон РННА в Березино ещё некоторое время оставался устойчивым.
В середине августа 1942 года в состав РННА входили: штаб соединения, курсы переподготовки командного состава, пехотный полк трёхбатальонного состава (в батальонах насчитывалось 200 человек), разведывательная рота, пулемётная рота, хозяйственная рота, комендантский взвод, сапёрный взвод, автомобильный взвод, взвод связи и учебно-тренировочное авиазвено (не имевшее авиатехники), а общая численность РННА составляла 1500 человек. Личный состав РННА участвовал в антипартизанских операциях и в охране объектов.
В рамках немецкой антипартизанской операции «Гриф» (Unternehmen Nr. 30 «Greif») 16 августа 1942 года бывшие солдаты РННА под командованием восстановленного в звании ст. лейтенанта М. А. Максютина заняли оборону около деревень Озеры — Шеки.
На второй день операции, 17 августа 1942 года, подразделения РННА, атаковавшие партизан, использовали как «живой щит» жителей окрестных деревень, которых гнали перед собой.
В августе 1942 года немецкое командование приняло решение о том, что эксперимент с РННА закончился провалом, и белоэмигранты были отстранены от командования РННА.
17 августа 1942 года начальником организационно-пропагандистского отдела РННА был назначен Г. Н. Жиленков, который стал также ответственным за издание и распространение пропагандистской газеты «Родина».
1 сентября 1942 года командующим РННА был назначен В. И. Боярский. В сентябре 1942 года началось формирование четвёртого и пятого батальонов РННА.
Бойцы и командиры РННА, не видя никаких перспектив в своей дальнейшей судьбе, не говоря уже о борьбе за «новую Россию», группами и в одиночку уходили к партизанам. Помимо одиночных переходов, осенью 1942 года у Сухой гряды к партизанам ушла группа под командованием командира роты РННА, бывшего ст. лейтенанта РККА Я. Г. Лебедя
В конце октября 1942 года в РННА прибыл генерал Герсдорф. Он отдал приказ о переодевании личного состава в немецкую военную форму и разделении РННА на отдельные батальоны, что вызвало неподчинение личного состава. После этого части дивизии СС, расквартированной в Шклове, окружили Осинторф и изъяли оружие. Началось расследование по факту неповиновения. На следующую ночь, после того, как командование РННА убедило вернуть личному составу оружие, к партизанам с оружием ушли 300 человек. После этого Боярский и Жиленков были отстранены от командования и посажены под арест, а командиром бригады был назначен начальник штаба РННА майор В. Ф. Риль (которому немцы авансом присвоили звание подполковника).
1 ноября 1942 года приказом командующего группы армий «Центр» бригада «Граукопф» была передана в подчинение командования охранных войск группы армий «Центр». Штаб соединения был расформирован, а отдельные батальоны разбросали по тыловым гарнизонам. Личный состав вновь принимал участие в операциях против партизан
14 ноября 1942 года переброшенные на грузовиках в деревни Кузьмино и Утрилово Сенненского района Витебской области два батальона РННА атаковали при поддержке миномётов и пулемётов штаб партизанского отряда К. С. Заслонова в деревне Куповать Алексиничского сельсовета Сенненского района; в этом бою погиб командир отряда К. С. Заслонов.
15 ноября 1942 года был создан 700-й полковой штаб особого назначения при начальнике оперативного отдела группы армий «Центр» (Regimentstab z.b.V. 700), который возглавил полковник Каретти. В подчинение штабу были переданы все пять батальонов РННА, переформированные в пять пехотных «восточных батальонов» вермахта (№ 633—637).
В течение ноября 1942 года из РННА на сторону партизан ушли около 600 человек (в том числе, 115 — из артиллерийского дивизиона), после чего Риль был отстранён от должности, арестован и освобождён только после ходатайств и заступничества со стороны белоэмигрантов. Кроме того, ещё около 600 человек личного состава к этому времени были разоружены как «неблагонадёжные».
К началу декабря 1942 года общая численность РННА составляла 4000 человек в составе пяти батальонов, личный состав был обмундирован в немецкую форму, батальоны были переформированы в соответствии с немецкими штатами для восточных пехотных батальонов вермахта. При этом личный состав был не укомплектован:
- штаб — был укомплектован личным составом на 60 %[7][8]; «технические подразделения» — 60 %[8];
- 633-й батальон — укомплектован личным составом на 75 %[7][8]; 634-й батальон — на 75 %[7][8]; 635-й батальон — на 75 %[7][8]; 636-й батальон на 15[7]—20 %[8]; 637-й батальон — на 15[7]—20 %[8].

В конце декабря 1942 года три батальона РННА были брошены немецким военным командованием на деблокаду немецких частей, попавших в окружение в районе Великих Лук, но в итоге они были рассеяны и практически полностью уничтожены.
21 декабря 1942 года в сообщении штаба командующего охранными войсками группы армий «Центр» было вновь упомянуто о потерях войск, находившихся в подчинении 700-го полкового штаба особого назначения: «бесследно исчезли один взвод 638-го восточного батальона и полностью обоз 634-го восточного батальона».
К 1943 году РННА прекратила своё существование, личный состав в 1943 году был переброшен во Францию (хотя часть солдат была направлена на формирование остбатальонов «Днепр», «Припять», «Березина» и «Волга»). В дальнейшем, после создания Русской освободительной армии (РОА), часть ранее служившего в РННА личного состава была направлена также и на укомплектование подразделений РОА.

## Звания и знаки различия
Военнослужащие РННА носили слегка модифицированную советскую военную форму с погонами из немецкого мундирного сукна, но с цветным кантом, соответствовавшим цветам рода войск в РККА. Система званий, а также форма погон (с острым концом у «нижних чинов» и с усечённым для офицеров) напоминали традиции дореволюционной армии.
На погонах в качестве знаков различия носились трофейные советские петличные треугольники, кубики и шпалы, от одного до трёх;
- чистый погон с острым концом: рядовой
- чистый погон с острым концом, от 1 до 3 треугольников: капрал, сержант, фельдфебель
- погон с усечённым концом, с одним просветом из немецкого фельдфебельского галуна, от 1 до 3 кубиков: прапорщик, подпоручик, поручик
- погон с усечённым концом, с двумя просветами, от 1 до 3 шпал: капитан, подполковник, полковник.

После включения РННА в состав РОА её военнослужащие перешли на общую для РОА форму и знаки различия.